# Namíbia a 2013-as úszó-világbajnokságon
Namíbia két úszóval vett részt a 2013-as úszó-világbajnokságon, akik négy versenyszámban indultak.

## Úszás
Női
| Versenyző          | Verseny               | Selejtező | Selejtező | Elődöntő          | Elődöntő          | Döntő             | Döntő             |
| Versenyző          | Verseny               | Idő       | Helyezés  | Idő               | Helyezés          | Idő               | Helyezés          |
| ------------------ | --------------------- | --------- | --------- | ----------------- | ----------------- | ----------------- | ----------------- |
| Daniela Lindemaier | 100 méteres mellúszás | 1:12.06   | 44        | Nem jutott tovább | Nem jutott tovább | Nem jutott tovább | Nem jutott tovább |
| Daniela Lindemaier | 200 méteres mellúszás | 2:37.47   | 33        | Nem jutott tovább | Nem jutott tovább | Nem jutott tovább | Nem jutott tovább |
| Zanrè Oberholzer   | 100 méteres hátúszás  | 1:03.36   | 34        | Nem jutott tovább | Nem jutott tovább | Nem jutott tovább | Nem jutott tovább |
| Zanrè Oberholzer   | 200 méteres hátúszás  | 2:14.52   | 27        | Nem jutott tovább | Nem jutott tovább | Nem jutott tovább | Nem jutott tovább |